# VIH/SIDA en Malaui

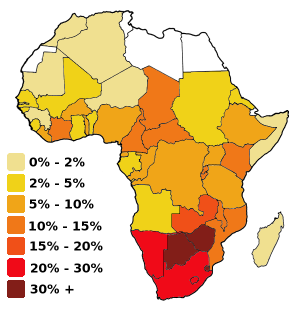
Prevalencia del VIH/SIDA en la población adulta (15-49 años) (1999-2002)

En 2012, aproximadamente 1.100.000 personas en Malaui eran seropositivas, lo que representa el 10,8% de la población del país. Debido a que el gobierno de Malaui fue inicialmente lento en responder a la epidemia bajo el liderazgo de Hastings Banda (1966-1994), la prevalencia del VIH/SIDA aumentó drásticamente entre 1985, cuando la enfermedad fue identificada por primera vez en Malaui, y 1993, cuando se estimó que las tasas de prevalencia del VIH alcanzaban el 30% entre las mujeres embarazadas. La crisis alimentaria de Malaui en 2002 se debió, al menos en parte, a la pérdida de productividad agrícola a causa de la prevalencia del VIH/sida. Diversos grados de implicación gubernamental bajo el liderazgo de Bakili Muluzi (1994-2004) y Bingu wa Mutharika (2004-2012) dieron lugar a un descenso gradual de la prevalencia del VIH y, en 2003, muchas personas que vivían en Malaui obtuvieron acceso a la terapia antirretrovírica.Los preservativos están ahora más al alcance del público a través de organizaciones no gubernamentales, y cada vez son más los malauíes que se hacen la prueba del VIH.
Gracias al éxito de varias campañas televisivas y radiofónicas del gobierno malauí y de organizaciones no gubernamentales de Malaui, los niveles de concienciación sobre el VIH/SIDA son altos entre la población general. Sin embargo, muchos hombres han adoptado actitudes fatalistas en respuesta a la epidemia, convenciéndose a sí mismos de que la muerte por SIDA es inevitable; por otro lado, algunos han puesto en práctica técnicas preventivas como la selección de pareja para intentar reducir su riesgo de infección. Aunque muchas mujeres han desarrollado estrategias para protegerse del VIH, las mujeres tienen más probabilidades de ser seropositivas que los hombres en Malaui.La epidemia ha afectado a las relaciones sexuales entre parejas, que deben cooperar para protegerse de la enfermedad. Además, muchos profesores excluyen el VIH/SIDA de sus planes de estudio porque se sienten incómodos tratando el tema o porque no se sienten bien informados al respecto y, por lo tanto, muchos niños no están expuestos a información sobre el VIH/SIDA en la escuela. Por último, la epidemia ha producido un número significativo de huérfanos en Malaui, dejando a los niños vulnerables al abuso y la explotación.

## Historia

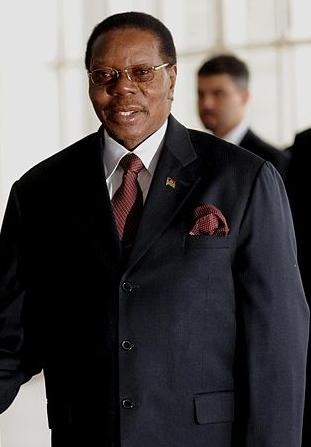
Bingu wa Mutharika, tercer Presidente de Malaui (2004-2012)

El primer caso de VIH/sida en Malaui se registró en el Hospital Central Kamuzu de Lilongüe en 1985. El presidente Hastings Banda, en el poder en aquel momento, respondió con varias iniciativas de prevención a pequeña escala y creó el Programa Nacional de Control del SIDA, una división del Ministerio de Sanidad, para gestionar la creciente epidemia.Banda creía que las cuestiones relacionadas con el sexo, incluida la transmisión del VIH, no debían tratarse en la esfera pública; durante esa época, era ilegal que los ciudadanos de Malaui hablaran abiertamente de la epidemia. En 1989, Banda introdujo un Plan a Medio Plazo del Banco Mundial de cinco años para combatir la epidemia, pero la prevalencia del VIH ya había aumentado drásticamente en ese momento.
En 1994, cuando Bakili Muluzi asumió la presidencia, abordó la necesidad nacional de una respuesta coordinada a la epidemia de VIH/SIDA. En 2000, Muluzi introdujo otra política quinquenal conocida como Marco Estratégico Nacional, pero, al igual que el Plan Quinquenal a Medio Plazo del Banco Mundial de Banda, este plan fue en gran medida ineficaz. En 2001, en respuesta a los problemas dentro del Programa Nacional de Control del SIDA establecido por Banda, Muluzi creó la Comisión Nacional del SIDA.A diferencia de Banda, que impedía que el público accediera a la información sobre la epidemia, Muluzi se aseguró de que la información sobre el VIH/SIDA estuviera disponible en la radio y la televisión, en los periódicos y en las vallas publicitarias. Sin embargo, a pesar de los esfuerzos de Muluzi, la prevalencia del VIH ya estaba influyendo significativamente en la productividad agrícola nacional durante este periodo, y Malaui sufrió una hambruna nacional relacionada con el SIDA en 2002.
Los malauíes obtuvieron acceso a medicamentos antirretrovirales en 2003 y, con una donación del Fondo Mundial de Lucha contra el Sida, la Tuberculosis y la Malaria y la elección del nuevo Presidente Bingu wa Mutharika en 2004, las intervenciones del gobierno aumentaron sustancialmente.Sin embargo, poco después de su elección, Mutharika experimentó tensiones con Muluzi tras poner en marcha un programa anticorrupción, lo que distrajo al gobierno de abordar las crisis alimentaria y relacionada con el VIH/SIDA de la nación.A pesar de estos obstáculos, Mutharika desarrolló con éxito una Política Nacional sobre el SIDA y nombró un Secretario Principal para el VIH/SIDA durante su presidencia.

## Concienciación y percepción del riesgo

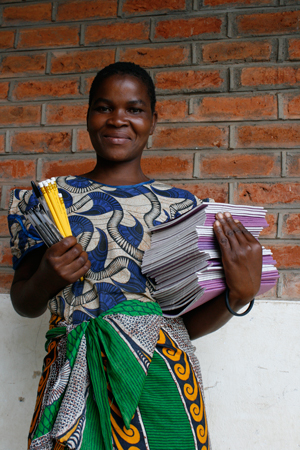
Trabajador de Partners in Health con literatura sobre el tratamiento de enfermedades en Malaui

A pesar de las limitadas infraestructuras sanitarias y educativas de Malaui, muchas personas que viven tanto en zonas urbanas como rurales tienen un alto nivel de conocimientos sobre el VIH/SIDA. Según un estudio realizado en 2004 por Barden-O'Fallon et al. en el que participaron 100 hogares, las mujeres de Malaui tienen más probabilidades de informarse sobre el VIH/SIDA a través de la radio y la televisión, los trabajadores sanitarios de las clínicas locales y los miembros femeninos de sus redes sociales. Los hombres también tienen probabilidades de acceder a información sobre el VIH/SIDA a través de la radio y la televisión; sin embargo, a diferencia de las mujeres, no es probable que obtengan información sobre el VIH/SIDA de sus amigos varones. Cuando se entrevistó a 57 hombres de Malaui en 2003, el 100 % de ellos dijo que había oído hablar de la epidemia del VIH/SIDA en la radio, y el 84,2 % de ellos dijo que había aprendido sobre el VIH/SIDA durante sus visitas a los centros de salud locales; esto apoya el hecho de que muchas personas en Malaui tienen acceso a información sobre la epidemia, tanto a través de la radio como de otras fuentes.Sin embargo, no se trata de un sentimiento universal; hay indicadores de que los conocimientos sobre el VIH no son tan elevados y son comparables a los de otros países del África subsahariana, y de que existe una brecha socioeconómica en los conocimientos.
Rasgos personales como la edad, el sexo, la ubicación y la educación se correlacionan, positiva o negativamente, con los niveles de conocimiento del VIH/SIDA. Por ejemplo, las mujeres de más edad han demostrado tener mayores conocimientos sobre el VIH/SIDA que las más jóvenes en Malaui. Dado que los hombres suelen tener mayor acceso a la educación y a otros recursos sociales, suelen tener más conocimientos sobre la prevención y la transmisión del VIH que las mujeres. Mientras que los hombres son capaces, por término medio, de enumerar 2,2 formas de prevenir la transmisión del VIH, las mujeres sólo son capaces de enumerar 1,5. Sólo el 38% de las mujeres encuestadas en 2003-2004 entendían que sus maridos tendrían menos probabilidades de contraer el VIH si utilizaban preservativos durante las relaciones sexuales con prostitutas y otras mujeres de grupos de alto riesgo. Además, los hombres criados en entornos urbanos están, por término medio, más informados sobre el VIH/SIDA que los criados en entornos rurales, presumiblemente porque los niños de las ciudades suelen tener mayor acceso a los recursos educativos que los niños de las zonas rurales.Tanto entre los hombres como entre las mujeres, un mayor nivel educativo se corresponde con un mayor conocimiento sobre el VIH/SIDA: los hombres y las mujeres que han cursado estudios secundarios tienen muchas más probabilidades de comprender aspectos complejos de la enfermedad, como el hecho de que personas aparentemente sanas pueden ser seropositivas, que los que no los han cursado. Por último, las personas que han perdido amigos o familiares a causa de la enfermedad probablemente tengan un mayor conocimiento sobre el VIH/SIDA debido a su exposición personal y directa al problema.
El mencionado estudio de Barden-O'Fallon et al., en el que se encuestó a 940 mujeres y 661 hombres, indicó que, a pesar de su conocimiento y concienciación, muchas personas de Malaui no se sienten personalmente susceptibles de contraer la infección por el VIH. Por término medio, sólo el 23% de los adultos encuestados durante este estudio, tanto hombres como mujeres, creían que era probable que contrajeran el VIH y murieran de SIDA. Un mayor conocimiento del VIH/SIDA entre los hombres no parece corresponderse con una mayor percepción del riesgo; por otro lado, unos mayores niveles de conocimiento sobre el VIH/SIDA sí se correlacionan positivamente con la percepción del riesgo entre las mujeres.Otro estudio realizado en la zona rural de Malaui entre 1998 y 2001 por Kirsten P. Smith et al. indicó que la preocupación por la vulnerabilidad personal al VIH/SIDA disminuyó durante este periodo de cuatro años, probablemente porque el mayor uso de estrategias preventivas dio a la gente una sensación de control. De hecho, muchos participantes en este estudio afirmaron que "no estaban preocupados en absoluto" por el VIH/SIDA; a menos que simplemente hubieran adoptado un punto de vista fatalista respecto a la epidemia, estos encuestados probablemente pensaban que habían reducido con éxito su riesgo de exposición mediante cambios de comportamiento personales.

## Educación

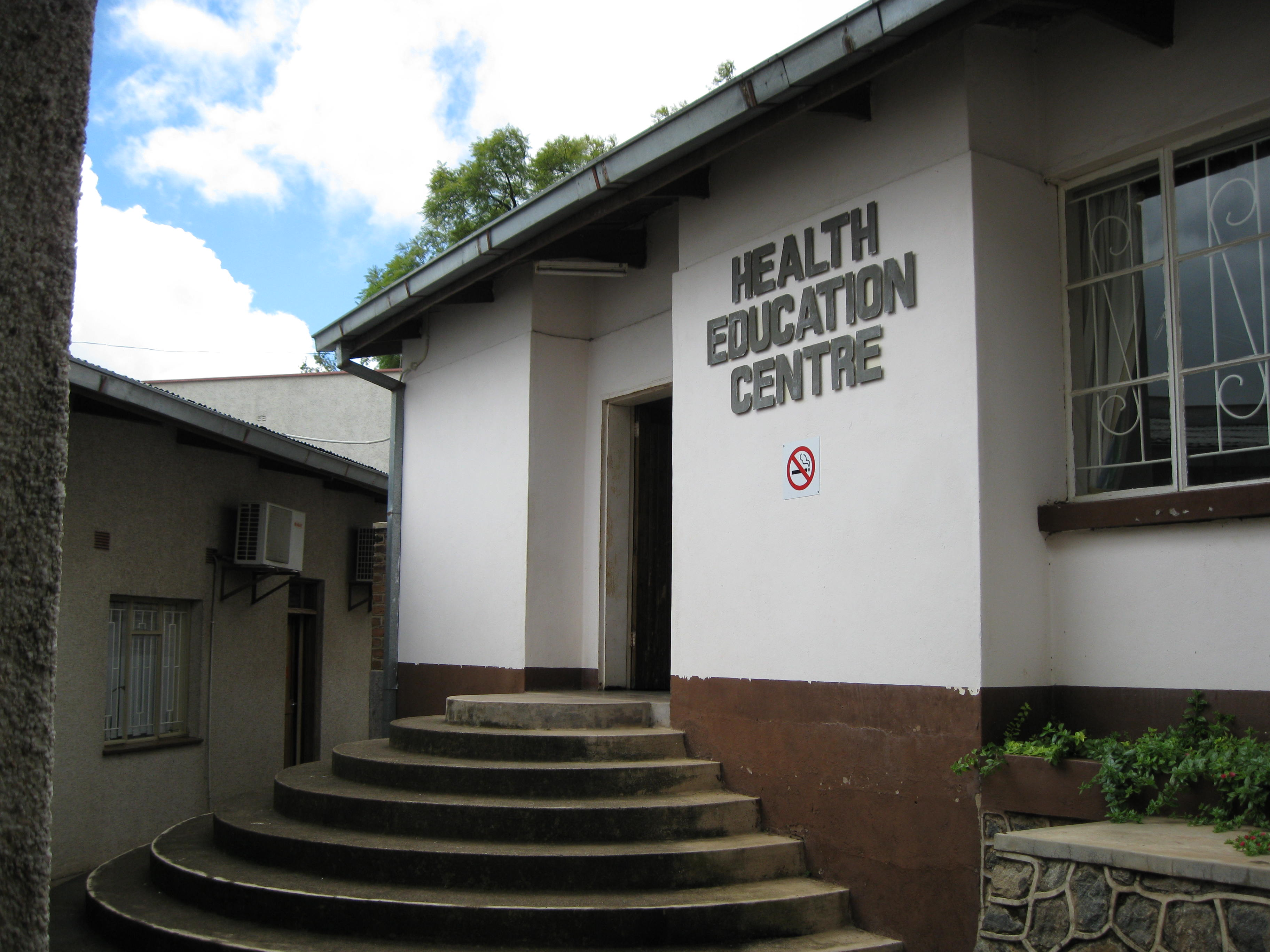
Centro de educación sanitaria en Blantyre (Malaui)

Los estudiantes de Malaui han expresado un alto grado de insatisfacción con respecto a la educación y el apoyo relacionados con el VIH/SIDA que reciben en la escuela. Según una encuesta realizada entre los estudiantes de Malaui, la mayoría de los alumnos de secundaria no creen que los planes de estudio sobre el VIH/SIDA de sus escuelas les proporcionen una comprensión adecuada de la enfermedad. Aunque el gobierno de Malaui y las organizaciones no gubernamentales han llevado a cabo muchas campañas para mejorar la concienciación sobre el VIH/SIDA en las escuelas, sigue habiendo una escasez significativa de materiales educativos audiovisuales apropiados para la edad relacionados con el VIH/SIDA a disposición de los instructores, especialmente en las zonas rurales.Además, la mayoría de los profesores no pueden identificar a los alumnos de sus clases que se han visto personalmente afectados por la epidemia, ya sea a través de amigos o parientes, lo que sugiere que el apoyo escolar en materia de VIH/SIDA es mínimo. Sin embargo, a pesar de esta falta de apoyo, las encuestas indican que los niños que se han visto afectados por la epidemia no suelen sufrir discriminación por el VIH/SIDA en la escuela.
La mayoría de los profesores están obligados a abordar el VIH/SIDA en sus planes de estudios; aunque los instructores están, en su mayoría, comprometidos a ayudar a sus alumnos a comprender y evitar la enfermedad, se enfrentan a muchos obstáculos que les impiden informar a sus alumnos sobre el VIH/SIDA de forma productiva. Por ejemplo, algunos profesores no pueden aconsejar a sus alumnos que sean fieles a sus parejas sexuales sin parecer hipócritas porque ellos mismos mantienen relaciones sexuales extramatrimoniales.Otros se sienten incómodos hablando de temas sexuales con sus alumnos, y algunos creen que, debido a su escasa formación, no tienen los conocimientos suficientes sobre el VIH/SIDA para dirigir los debates en clase sobre la enfermedad. Además, muchos profesores no se sienten apoyados por los miembros de la comunidad, que a menudo niegan el alcance de la epidemia o creen que el VIH/SIDA no debe tratarse en clase.

## Grupos afectados
Aunque la epidemia de VIH/SIDA ha afectado a hombres, mujeres y niños en Malaui, ciertos factores como la orientación sexual, el género y la edad influyen en los patrones de infección. En Malaui, el VIH/SIDA se transmite normalmente a través de relaciones heterosexuales, pero la epidemia también ha afectado significativamente a la población masculina homosexual de Malaui. Además, las mujeres de Malaui tienen más probabilidades de ser seropositivas que los hombres, lo que sugiere que las mujeres son especialmente vulnerables al VIH/SIDA.Por último, la enfermedad ha afectado a niños y adultos jóvenes tanto directa como indirectamente; 170.000 niños malauianos eran seropositivos en 2011, y el número de huérfanos en Malaui ha aumentado drásticamente desde que comenzó la epidemia en 1985.

### Hombres
Debido al gran alcance de la epidemia de VIH/sida, muchos hombres malauíes creen que la contracción del VIH y la muerte por sida son inevitables. Los hombres mayores, en particular, suelen afirmar que la epidemia de VIH/sida es un castigo de Dios o de otras fuerzas sobrenaturales. Otros hombres hacen referencia a sus propios comportamientos sexuales irresponsables cuando explican por qué creen que la muerte por sida es inevitable.Estos hombres a veces afirman que el sexo sin protección es natural (y, por tanto, necesario y bueno) al justificar su falta de uso del preservativo durante las relaciones sexuales con parejas extramatrimoniales.Por último, algunos hombres se identifican como seropositivos sin haberse sometido a la prueba del VIH, y prefieren creer que ya están infectados para evitar adoptar medidas preventivas indeseables, como el uso del preservativo o la fidelidad estricta. Debido a estas creencias fatalistas, muchos hombres siguen manteniendo relaciones sexuales extramatrimoniales a pesar de la prevalencia del VIH/SIDA en Malaui.
Sin embargo, a pesar de estos sentimientos generalizados de fatalismo, algunos hombres creen que pueden evitar contraer el VIH modificando sus comportamientos personales. Es poco probable que los hombres que deciden cambiar sus comportamientos para reducir el riesgo de infección utilicen preservativos de forma sistemática, sobre todo durante el coito conyugal; en su lugar, suelen seguir manteniendo relaciones sexuales extramatrimoniales, pero modifican la forma de elegir a sus parejas sexuales. Por ejemplo, antes de elegir a sus parejas sexuales extramatrimoniales, los hombres a veces encuestan a sus iguales para determinar si es probable que sus posibles parejas se hayan expuesto al virus.Los hombres que eligen a sus parejas sexuales basándose en su apariencia externa y en las recomendaciones de sus compañeros suelen creer que las mujeres que infringen las normas tradicionales de género, por ejemplo, vistiendo ropa moderna, tienen más probabilidades de ser portadoras del VIH, mientras que las chicas jóvenes, a las que se considera sexualmente inexpertas, son consideradas "puras"Debido a esta percepción, a muchas personas les preocupa que los escolares de Malaui, sobre todo las niñas, se estén exponiendo al virus a través de las relaciones sexuales.

### Mujeres
Según los roles tradicionales de género en Malaui, los hombres operan principalmente en el sector laboral formal y son responsables de mantener a sus familias mediante el trabajo remunerado, mientras que las mujeres, valoradas por sus habilidades domésticas, son responsables de las labores agrícolas y el trabajo de cuidados; esta división del trabajo basada en el género disminuye la autonomía de las mujeres, aumentando así su vulnerabilidad al VIH/SIDA.Incluso dentro del hogar, las mujeres suelen carecer de poder de negociación porque tienen un acceso limitado a la educación, al empleo formal y a otros recursos que podrían darles una sensación de independencia económica y personal. Las mujeres que pueden trabajar en el sector formal suelen ganar bastante menos dinero que los hombres, incluso cuando realizan las mismas tareas, lo que les dificulta elevar su estatus.
Muchas mujeres están convencidas de que sus maridos ponen en peligro sus vidas al mantener relaciones sexuales extramatrimoniales sin utilizar protección; sin embargo, debido a su condición secundaria, a menudo no están dispuestas a iniciar conversaciones sobre el VIH/SIDA en el hogar.La mayoría de las mujeres de Malaui no ven el divorcio como una opción viable, ni siquiera cuando sus maridos son seropositivos y se niegan a protegerlas del virus utilizando preservativos durante las relaciones maritales. Al carecer de la educación y la formación necesarias para buscar un empleo remunerado, las mujeres no suelen ser capaces de mantenerse a sí mismas y a sus hijos fuera del matrimonio sin recurrir al trabajo sexual comercial por dinero.
Sin embargo, a pesar de su vulnerabilidad, algunas mujeres de las zonas rurales de Malaui creen que, hasta cierto punto, tienen control sobre su propia salud y bienestar. Les dicen a sus maridos que la epidemia de VIH/SIDA ha hecho que la infidelidad sexual sea extremadamente peligrosa y les animan a abstenerse de mantener contactos sexuales extramatrimoniales. Además, muchas mujeres están convencidas de que, apelando a la vulnerabilidad de sus hijos (que probablemente quedarán huérfanos si sus padres contraen el VIH), pueden convencer a sus maridos de que utilicen preservativos de forma sistemática durante los encuentros sexuales extramatrimoniales.Otras mujeres buscan el apoyo de sus amigos y familiares cuando creen que los comportamientos poco seguros de sus maridos están poniendo en peligro sus vidas. Por último, como último recurso, las mujeres pueden advertir a sus maridos de que visitarán al ankhoswe, o consejero matrimonial tradicional, y exigirán el divorcio si sus maridos se niegan a mantenerse fieles y a prevenir activamente la transmisión de la enfermedad.

### Niños

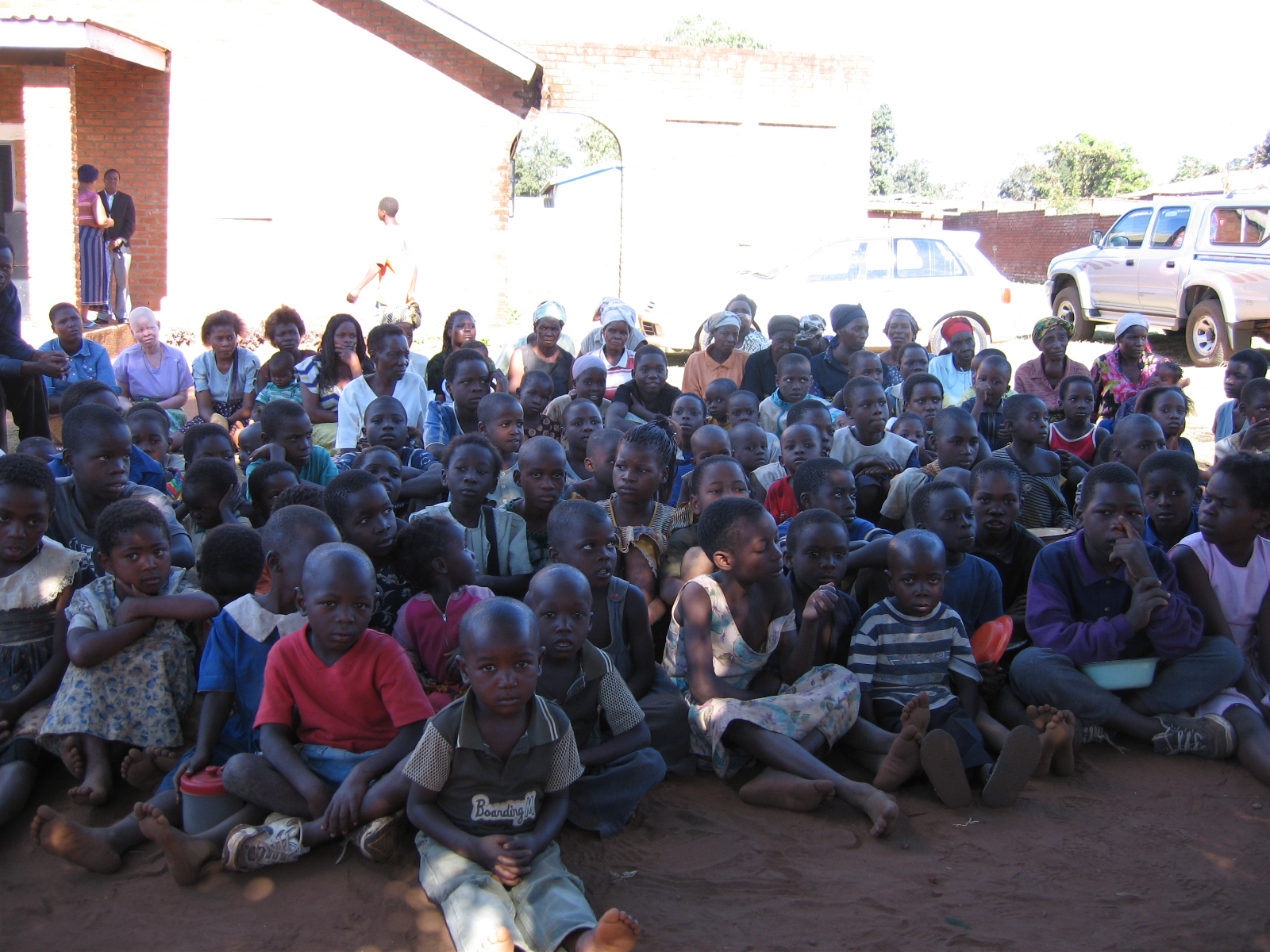
Huérfanos del SIDA en Lilongüe (Malaui)

El número de niños huérfanos en Malaui ha aumentado drásticamente desde que comenzó la epidemia de VIH/SIDA en 1985, y algunas encuestas indican que más del 35% de los escolares han sufrido la muerte de al menos uno de sus padres a causa del VIH/SIDA. Dado que el VIH se transmite por vía sexual, las parejas casadas que mantienen relaciones sexuales sin protección exponen a sus hijos a un mayor riesgo de convertirse en huérfanos dobles, o niños que han perdido a ambos padres a causa del VIH/SIDA.Los niños mayores que han perdido a ambos progenitores a causa del VIH/SIDA se convierten a menudo en responsables del cuidado de sus hermanos menores, y muchos huérfanos dobles abandonan la escuela o emigran a zonas urbanas para tratar de mantenerse a sí mismos y a sus hermanos. Las niñas que han quedado huérfanas a causa del VIH/SIDA presentan tasas inusualmente altas de absentismo escolar en Malaui.
Cuando los padres mueren de VIH/SIDA, los miembros de la familia extensa suelen convertirse en los principales cuidadores de los niños: en Malaui, el 44 % de los huérfanos dobles son adoptados por abuelos u otros parientes cercanos. Los miembros de la familia extensa suelen proporcionar un apoyo crucial a los huérfanos de VIH/SIDA; sin embargo, algunas fuentes indican que los miembros de la familia extensa maltratan a los huérfanos cuyos padres han muerto de VIH/SIDA.Por ejemplo, los familiares que no pueden mantener a los hijos adoptados suelen concertar matrimonios precoces para las huérfanas, que pueden convertirse en víctimas de violencia doméstica y abusos sexuales.
Los datos sugieren que los escolares de Malaui corren el riesgo de ser expuestos al VIH por sus profesores, que a veces los valoran como parejas sexuales porque creen que los niños aún no han estado expuestos al virus. Los niños son especialmente vulnerables a la explotación por parte de adultos que les ofrecen dinero a cambio de sexo; como a menudo no pueden permitirse cubrir sus necesidades básicas, pueden sentirse obligados a aceptar regalos a cambio de sexo por desesperación.Las entrevistas indican que los profesores y los administradores escolares de Malaui a menudo malinterpretan la definición de agresión sexual, ya que algunos creen que las relaciones sexuales entre profesores y alumnos son apropiadas siempre que los niños hayan dado su consentimiento. Aunque la mayoría de las escuelas tienen políticas estrictas contra los abusos sexuales, los niños suelen dudar a la hora de acusar a los adultos de haber hecho algo malo, y muchos administradores no quieren o no pueden investigar la verdad que hay detrás de las acusaciones.

## Matrimonio y relaciones
Aunque las parejas están empezando a utilizar el preservativo con más frecuencia durante las relaciones extramaritales, muchos malawianos siguen considerando inapropiado el uso del preservativo durante las relaciones maritales; en 2000, sólo el 2,3% de las personas declararon utilizar el preservativo con regularidad durante las relaciones sexuales con sus cónyuges. Algunas personas creen que el preservativo sólo es necesario durante las relaciones sexuales con parejas de alto riesgo, como las trabajadoras del sexo, y que el uso del preservativo durante las relaciones maritales implica infidelidad. Otros creen que el uso del preservativo en el matrimonio viola la pureza religiosa de la pareja.
Muchas fuentes de información diferentes pueden motivar el debate sobre el VIH/SIDA entre las parejas casadas. Tras oír información sobre el VIH/SIDA en los centros sanitarios locales o durante conversaciones con amigos o familiares, es más probable que las personas aborden el riesgo de contraer el VIH con sus cónyuges.Además, es más probable que las mujeres que los hombres mencionen los peligros del VIH/SIDA cuando sospechan que sus cónyuges mantienen relaciones sexuales extramatrimoniales. Según un estudio realizado en 2003 por Eliya Msiyaphazi Zulu y Gloria Chepngeno, aunque un mayor nivel de educación se corresponde con un mayor conocimiento sobre el VIH/SIDA, los niveles de educación no influyen significativamente en la probabilidad de que las parejas hablen de estrategias de prevención relacionadas con el VIH.

## Impacto económico

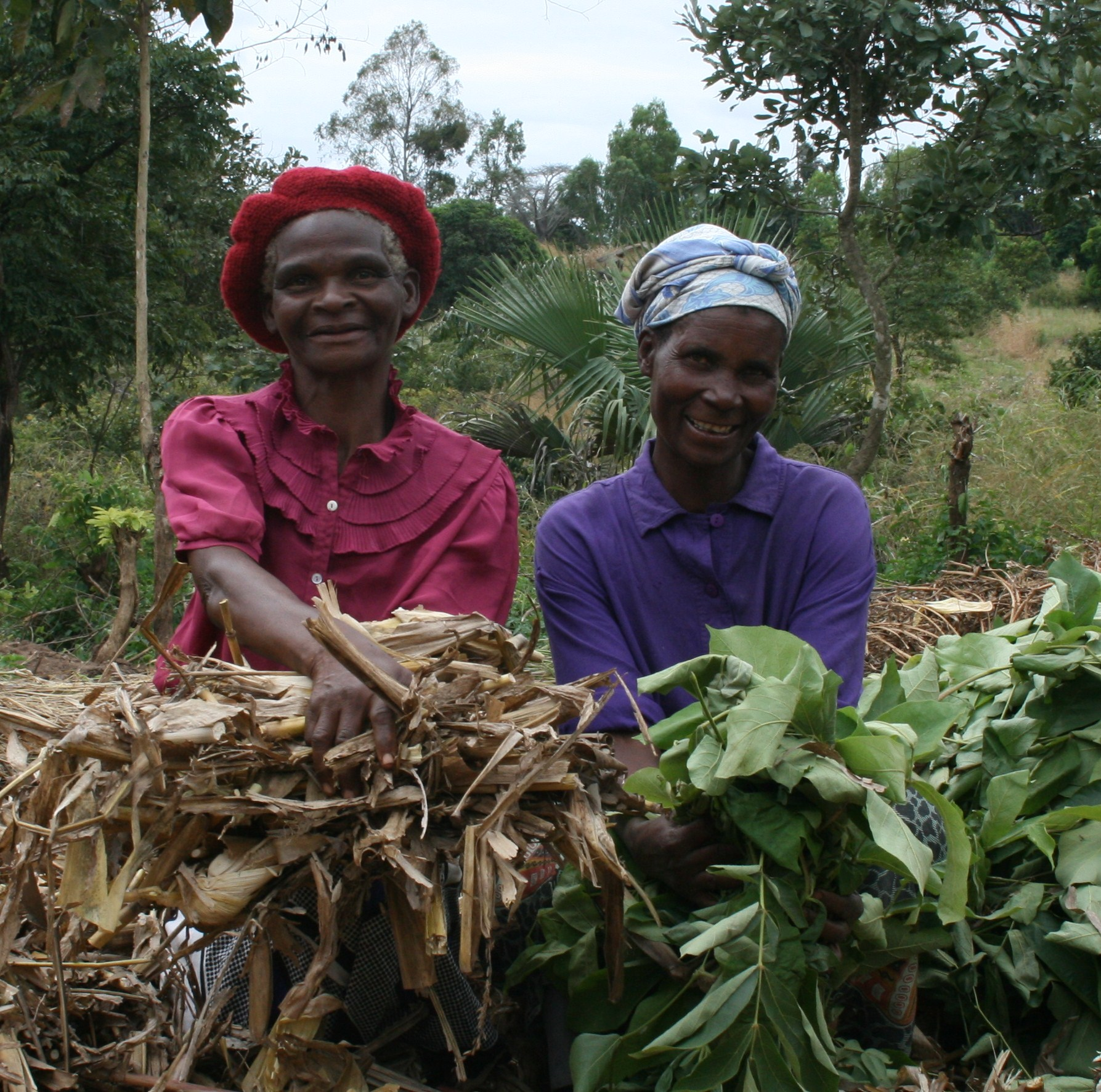
Agricultores con material de compostaje en Malaui

Un estudio realizado en 2002 por CARE International en tres distritos de la región central de Malaui analiza cómo el VIH/SIDA ha afectado al bienestar económico en las zonas rurales de Malaui. Cuando los trabajadores cualificados se infectan por el VIH, normalmente no pueden trabajar; por lo tanto, suelen cambiar la producción agrícola de sus tierras a cultivos que requieren menos mano de obra, sacrificando la oportunidad de cultivar productos más rentables y que requieren más mano de obra, como el tabaco.Cuando los miembros de la familia enferman de VIH/SIDA, sus parientes invierten tiempo en su tratamiento y cuidado, lo que reduce aún más la productividad del hogar. Además, cuando los miembros de la familia se infectan con el VIH, los hogares suelen utilizar el dinero que normalmente invertirían en agricultura para cubrir los gastos médicos, lo que disminuye aún más la estabilidad económica en el hogar. Por último, cuando los adultos contraen el VIH, sus hijos suelen quedarse en casa sin ir a la escuela para trabajar en el campo, lo que amenaza la productividad y el progreso económico a largo plazo en Malaui.
CARE International propone varias estrategias que podrían reducir el destructivo impacto económico del VIH/SIDA en los hogares rurales. Recomiendan introducir nuevas tecnologías que mejoren la productividad para que los hogares afectados por el VIH/SIDA puedan seguir manteniéndose a través de la agricultura. Las mujeres de los pueblos patrilineales/patrilocales suelen ser incapaces de mantenerse a sí mismas y a sus hijos cuando sus maridos mueren de VIH/SIDA; por lo tanto, ayudar a las mujeres a adquirir conocimientos agrícolas tradicionalmente masculinos podría disminuir su vulnerabilidad al tiempo que mejoraría la productividad agrícola a nivel familiar y comunitario.CARE International recomienda aumentar la cooperación a nivel comunitario mediante la creación de bancos de mano de obra y alimentos en las zonas devastadas por la epidemia de VIH/SIDA. Por último, CARE International destaca la importancia de aumentar el acceso a la información sobre el VIH/SIDA en Malaui para ayudar a las familias a prepararse y hacer frente a las cargas económicas asociadas a la epidemia.

## Impacto en los servicios sanitarios
La epidemia de VIH/SIDA en Malaui se ha caracterizado por un drástico descenso del número de trabajadores sanitarios disponibles para proporcionar tratamiento y atención, y por una creciente presión sobre los servicios sanitarios: más de la mitad de los ingresos hospitalarios en Malaui están relacionados con el VIH/SIDA.Sin embargo, Malaui se enfrenta actualmente a un importante déficit de recursos humanos: sólo 159 médicos ejercían en Malaui en 2007. El Paquete Sanitario Esencial de la Organización Mundial de la Salud recomienda colocar al menos tres trabajadores sanitarios en cada centro de salud del país, pero la gran mayoría de los centros sanitarios de Malaui no cumplen esta norma.
Aunque la emigración a países más desarrollados en busca de mejores oportunidades, también conocida como "fuga de cerebros", es en parte responsable de la escasez de personal sanitario en Malaui, muchos trabajadores sanitarios se han visto personalmente afectados por la epidemia de VIH/SIDA; de hecho, una media de 48 enfermeras mueren de VIH/SIDA en Malaui cada año.La epidemia de VIH/SIDA ha provocado altos niveles de absentismo entre los trabajadores sanitarios de Malaui, que a menudo abandonan el trabajo para pasar tiempo con amigos o familiares seropositivos, y el gobierno malauí no ha sabido responder a la disminución del número de empleados a tiempo completo que trabajan en el sector sanitario. Los trabajadores sanitarios que no sufren absentismo crónico suelen abandonar sus puestos de trabajo porque no pueden hacer frente a la pesada carga de pacientes o porque temen que trabajar en un entorno médico aumente su riesgo de infectarse por el VIH.
Malaui ha adoptado estrategias de delegación de tareas para superar la escasez de trabajadores disponibles para el tratamiento y la atención del VIH/SIDA. La delegación de tareas, que ha tenido éxito en muchas otras regiones, consiste en formar a trabajadores sanitarios menos especializados para que realicen tareas relacionadas con la salud que no requieren formación profesional, como la iniciación de la terapia antirretrovírica.Por ejemplo, en el hospital de distrito de Thyolo, los trabajadores sanitarios pasan una semana aprendiendo a iniciar la terapia antirretrovírica en un aula y otras dos semanas practicando sus conocimientos en un entorno clínico supervisado; tras completar este curso, están legalmente autorizados (según las directrices del Ministerio de Sanidad) a iniciar la terapia antirretrovírica. Otra forma de delegación de tareas consiste en formar a asesores orientados a la salud en pruebas y asesoramiento sobre el VIH, lo que libera a las enfermeras de esta tarea adicional.

## Intervenciones
Malaui ha tomado muchas medidas para frenar la propagación del VIH/SIDA, como aumentar el acceso a los preservativos y mejorar los servicios de pruebas y las opciones de tratamiento. Muchos de estos esfuerzos han sido financiados por donantes internacionales, como el Banco Mundial, el Fondo Mundial, la Organización Mundial de la Salud (OMS), el Plan de Emergencia del Presidente de Estados Unidos para el Alivio del Sida (PEPFAR) y el Programa Conjunto de las Naciones Unidas sobre el VIH y el Sida (ONUSIDA).El Banco Mundial ha prestado 407,9 millones de dólares a Malaui, el Fondo Mundial ha acordado donar 390 millones y el PEPFAR ha donado 25 millones para campañas de prevención y tratamiento.

### Terapia antirretrovírica
El número de personas que utilizan la terapia antirretrovírica en Malaui ha aumentado drásticamente en la última década: entre 2004 y 2011, se estima que 300 000 personas obtuvieron acceso al tratamiento antirretrovírico. Además de mejorar el acceso a la terapia antirretrovírica, en 2008 Malaui introdujo las directrices de tratamiento de la OMS para la terapia antirretrovírica, lo que mejoró la calidad del tratamiento disponible para los malauíes.Sin embargo, la propuesta de Malaui de un nuevo plan de tratamiento antirretrovírico en 2011, que habría costado 105 millones de dólares al año, fue rechazada por el Fondo Mundial, lo que puso en peligro la capacidad de Malaui para seguir ampliando el acceso al tratamiento antirretrovírico.
En 2000, el Ministerio de Salud y Población de Malaui comenzó a desarrollar un plan para distribuir medicamentos antirretrovirales a la población y, en 2003, había varios centros que suministraban antirretrovirales en Malaui.The Lighthouse, una fundación de Lilongüe que lucha contra el VIH/SIDA, suministra antirretrovirales a un coste de 2500 kuachas al mes.El Hospital Central Queen Elizabeth de Blantyre proporciona terapia antirretrovírica a través de su departamento de consultas externas, y Médicos Sin Fronteras distribuye medicamentos antirretrovíricos a los pacientes de forma gratuita en los distritos de Chiradzulu y Thyolo.Muchos proveedores privados venden medicamentos antirretrovíricos, sobre todo en las ciudades; sin embargo, muy pocos pacientes pueden permitirse recibir medicamentos del sector privado en Malaui.The Lighthouse, una fundación de Lilongüe que lucha contra el VIH/SIDA, suministra fármacos antirretrovíricos a un precio de 2500 kuachas al mes. El Hospital Central Queen Elizabeth de Blantyre suministra terapia antirretrovírica a través de su departamento ambulatorio, y Médicos Sin Fronteras distribuye fármacos antirretrovíricos a pacientes de forma gratuita en los distritos de Chiradzulu y Thyolo.Muchos proveedores privados venden fármacos antirretrovíricos, sobre todo en las ciudades; sin embargo, muy pocos pacientes pueden permitirse recibir fármacos del sector privado en Malaui. Además, actualmente no se exige a los proveedores privados que obtengan una certificación antes de vender fármacos antirretrovíricos y, por lo tanto, esta práctica no se vigila de cerca. Por último, algunos empleados tienen acceso a fármacos antirretrovíricos a través de las pólizas de seguro médico que les proporcionan sus empleadores, pero esta práctica no está muy extendida.
Gracias a la llegada de los fármacos antirretrovirales, el VIH/SIDA se ha convertido en una enfermedad manejable para las personas que pueden acceder al tratamiento y permitírselo; sin embargo, la terapia antirretroviral sigue siendo en gran medida inasequible e inaccesible para la mayoría de la población de Malaui. Por ejemplo, la región sudeste de Malaui tiene un acceso desproporcionadamente bajo a los fármacos antirretrovirales. En muchas zonas rurales, las deficientes infraestructuras sanitarias, combinadas con la hambruna generalizada, han hecho que la terapia antirretroviral sostenida y de alta calidad sea difícil o imposible.Además, las donaciones del Fondo Mundial de Lucha contra el Sida, la Tuberculosis y la Malaria se utilizaron para financiar programas de terapia antirretrovírica que distribuían la medicación por orden de llegada, lo que hacía que los fármacos fueran más accesibles para la población masculina, urbana y con estudios. Dado que en Malaui no existen políticas explícitas sobre la distribución justa de los fármacos antirretrovíricos, los trabajadores sanitarios a menudo se convierten en responsables individuales de decidir quién recibirá el tratamiento, lo que inevitablemente conduce a una distribución desigual.

### Distribución de preservativos
Aunque los preservativos previenen eficazmente la transmisión sexual del VIH, varios factores han limitado su distribución y uso generalizado en Malaui. Las personas que viven en zonas no urbanas suelen tener dificultades para acceder a los preservativos, y éstos no suelen estar disponibles en bares y otros lugares sociales donde podrían tener un impacto significativo en la prevención del VIH.Muchas personas se oponen a los preservativos porque creen que hacen que las relaciones sexuales sean menos placenteras o porque cuestionan su capacidad para prevenir la transmisión del VIH. Sin embargo, a pesar de estos factores, muchas parejas no casadas han empezado a utilizar preservativos de forma más sistemática a medida que ha aumentado la preocupación y el temor por la epidemia de VIH/SIDA.
Organizaciones no gubernamentales como Population Services International (Malaui), una organización que se esfuerza por mejorar la salud de los malauíes, y Banja La Mtsogolo, una organización que distribuye información y recursos relacionados con la planificación familiar, han realizado campañas publicitando el uso del preservativo como una forma eficaz de protección contra el VIH/SIDA.Gracias a los esfuerzos de Population Services International, Banja La Mtsogolo y muchas otras organizaciones, los preservativos están al alcance de muchas personas en Malaui.

### Asesoramiento y pruebas voluntarias
Las personas que viven en zonas con altas tasas de VIH/SIDA se enfrentan a varias barreras psicológicas a la hora de decidir si se someten o no a las pruebas del VIH. Por ejemplo, es posible que prefieran no saber si son seropositivas porque, debido a los obstáculos que suelen encontrar para acceder a los medicamentos antirretrovirales, muchas consideran el diagnóstico de VIH/SIDA como una sentencia de muerte.Otros simplemente creen que son seronegativos, bien porque practican una monogamia estricta y utilizan sistemáticamente preservativos durante las relaciones sexuales, bien porque niegan la prevalencia de la enfermedad. Sin embargo, a pesar de estas barreras, recientemente se ha generalizado la disponibilidad de servicios de pruebas, tanto móviles como estáticos, en Malaui: En 2011 existían 1.392 centros de asesoramiento y pruebas. Algunas organizaciones no gubernamentales, como la Malawi AIDS Counseling and Resource Organisation (MACRO), ofrecen servicios de asesoramiento y pruebas puerta a puerta, lo que ha mejorado drásticamente la accesibilidad a las pruebas del VIH.